# Smokvica Vela (Kornat)
Koordinati:   43°43′46″N, 15°28′26″E
Smokvica Vela je otok v Jadranskem morju, ki pripada Hrvaški.
Otok, na katerem stoji svetilnik, leži v Narodnem parku Kornati, jugovzhodno od rta Opat na otoku Kornatu. Njegova površina meri 1,04 km², dolžina obalnega pasu je 6,17 km. Najvišji vrh na otoku, imenovan »Veli vrh«, je visok 95 mnm.
V nekaterih pomorskih kartah se Smokvica Vela imenuje Šmokvica. Na južni strani otoka leži zaliv Lojena v katerem se nahajata dve restavraciji; »Piccolo« in »Mare«. Pod restavracijo »Piccolo« je manjši pomol.
Na skrajni severozahodni strani otoka stoji svetilni, ki oddaja svetlobni signal: R Bl 3s. Nazivni domet svetinika je 5 milj.